# Севешть (Нямц)
Севешть, Севешті (рум. Săvești) — село у повіті Нямц в Румунії. Входить до складу комуни Реучешть.
Село розташоване на відстані 316 км на північ від Бухареста, 39 км на північ від П'ятра-Нямца, 88 км на захід від Ясс.

## Населення
За даними перепису населення 2002 року у селі проживали 499 осіб, усі — румуни. Усі жителі села рідною мовою назвали румунську.